# Cot Lagasawa
Cot Lagasawa is een bestuurslaag in het regentschap Bireuen van de provincie Atjeh, Indonesië. Cot Lagasawa telt 426 inwoners (volkstelling 2010).